# 维莱莱吉斯
维莱莱吉斯（法語：Villers-lès-Guise，法語發音：[vilɛʁ lɛ ɡɥiz]，意为“吉斯附近的维莱”）是法国上法蘭西大區埃纳省的一个市镇，属于韦尔万区。

## 地理
维莱莱吉斯（49°55'8"N, 3°40'41"E）面积8.06 平方千米，位于法国上法蘭西大區埃纳省，该省份为法国北部内陆省份，北起北部省，西接索姆省和瓦兹省，东临阿登省和马恩省，西南至塞纳-马恩省，东北部与比利时接壤。
与维莱莱吉斯接壤的市镇（或旧市镇、城区）包括：大弗拉维尼和博兰、伊龙、拉瓦克雷斯、莱基耶勒圣日耳曼、马尔济、瓦兹河畔蒙索。

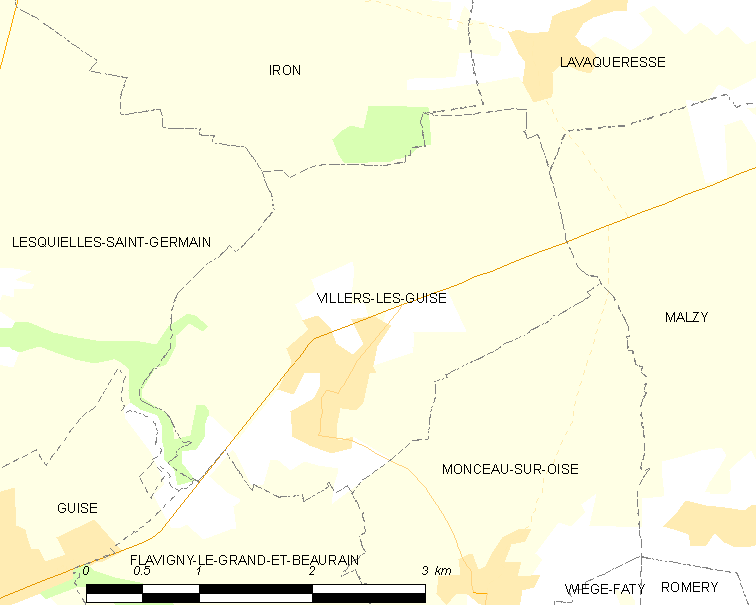
维莱莱吉斯的OSM定位图

维莱莱吉斯的时区为UTC+01:00、UTC+02:00（夏令时）。

## 行政
维莱莱吉斯的邮政编码为02120，INSEE市镇编码为02814。

## 政治
维莱莱吉斯所属的省级选区为吉斯县。

## 人口

1962-2008年间维莱莱吉斯人口变化图示

维莱莱吉斯于2022年1月1日时的人口数量为160人。